# Liquigas/Saison 2008
Mannschaft und Erfolge des Teams Liquigas in der Saison 2008.

## Saison 2008

### Erfolge in der ProTour
| Datum        | Rennen                               | Fahrer               |
| ------------ | ------------------------------------ | -------------------- |
| 4. Mai       | 5. Etappe Tour de Romandie           | Daniele Bennati      |
| 24. Mai      | 5. Etappe Volta Ciclista a Catalunya | Francesco Chicchi    |
| 21. Juni     | 8. Etappe Tour de Suisse             | Roman Kreuziger      |
| 14.–22. Juni | Gesamtwertung Tour de Suisse         | Roman Kreuziger      |
| 23. August   | 3. Etappe Eneco Tour                 | Daniele Bennati      |
| 1. September | 3. Etappe Deutschland Tour           | Leonardo Bertagnolli |

### Erfolge in der Continental Tour
| Datum           | Rennen                                         | Kat. | Fahrer                |
| --------------- | ---------------------------------------------- | ---- | --------------------- |
| 2. Februar      | Super Challenge Series 1                       | 1.2  | Manuel Quinziato      |
| 3. Februar      | Super Challenge Series 2                       | 1.2  | Leonardo Bertagnolli  |
| 7. Februar      | Super Challenge Series 5                       | 1.2  | Manuel Quinziato      |
| 15. Februar     | 1. Etappe Giro della Provincia di Grosseto     | 2.1  | Filippo Pozzato       |
| 15.–17. Februar | Gesamtwertung Giro della Provincia di Grosseto | 2.1  | Filippo Pozzato       |
| 12. März        | 3. Etappe Paris–Nizza                          | 2.HC | Kjell Carlström       |
| 18. März        | 7. Etappe Tirreno–Adriatico                    | 2.HC | Francesco Chicchi     |
| 25. März        | 1a. Etappe Settimana Internazionale            | 2.1  | Francesco Chicchi     |
| 25. März        | 1b. Etappe Settimana Internazionale            | 2.1  | Mannschaftszeitfahren |
| 28. März        | 4. Etappe Settimana Internazionale             | 2.1  | Francesco Chicchi     |
| 24. April       | 3. Etappe Giro del Trentino                    | 2.1  | Vincenzo Nibali       |
| 22. – 25. April | Gesamtwertung Giro del Trentino                | 2.1  | Vincenzo Nibali       |
| 12. Mai         | 3. Etappe Giro d’Italia                        |      | Daniele Bennati       |
| 18. Mai         | 9. Etappe Giro d’Italia                        |      | Daniele Bennati       |
| 22. Mai         | 12. Etappe Giro d’Italia                       |      | Daniele Bennati       |
| 26. Mai         | 16. Etappe Giro d’Italia                       |      | Franco Pellizotti     |
| 7. Juni         | 4. Etappe Luxemburg-Rundfahrt                  | 2.HC | Michael Albasini      |
| 14. Juni        | 4. Etappe Tour of Slovenia                     | 2.1  | Francesco Chicchi     |
| 7. August       | Gran Premio Città di Camaiore                  | 1.1  | Leonardo Bertagnolli  |
| 23. August      | Trofeo Melinda                                 | 1.1  | Leonardo Bertagnolli  |
| 30. August      | 1. Etappe Vuelta a España                      |      | Mannschaftszeitfahren |
| 2. September    | 4. Etappe Vuelta a España                      |      | Daniele Bennati       |
| 14. September   | 7. Etappe Tour of Missouri                     | 2.1  | Francesco Chicchi     |
| 16. Oktober     | Giro del Piemonte                              | 1.HC | Daniele Bennati       |

### Abgänge – Zugänge
| Zugänge                | Team 2007             | Abgänge                     | Team 2008                    |
| ---------------------- | --------------------- | --------------------------- | ---------------------------- |
| Daniele Bennati        | Lampre-Fondital       | Eros Capecchi               | Saunier Duval-Scott          |
| Claudio Corioni        | Lampre-Fondital       | Francesco Failli            | Acqua & Sapone-Caffè Mokambo |
| Enrico Franzoi         | Lampre-Fondital       | Luca Paolini                | Acqua & Sapone-Caffè Mokambo |
| Gorazd Štangelj        | Lampre-Fondital       | Patrick Calcagni            | Barloworld                   |
| Ivan Santaromita       | Quick Step-Innergetic | Enrico Gasparotto           | Barloworld                   |
| Valerio Agnoli         | Aurum Hotels          | Danilo Di Luca              | L.P.R. Brakes                |
| Alberto Curtolo        | Liquigas (2006)       | Alessandro Spezialetti      | L.P.R. Brakes                |
| Maciej Bodnar          | Neoprofi              | Magnus Bäckstedt            | Slipstream-Chipotle          |
| Ivan Basso (ab 24.10.) | Dopingsperre          | Roberto Petito (bis 30.04.) | Karriereende                 |

### Mannschaft
| Name                  | Geburtstag         | Nationalität           |
| --------------------- | ------------------ | ---------------------- |
| Valerio Agnoli        | 6. Januar 1985     | Italien                |
| Michael Albasini      | 20. Dezember 1980  | Schweiz                |
| Ivan Basso            | 26. November 1977  | Italien                |
| Manuel Beltrán        | 28. Mai 1971       | Spanien                |
| Daniele Bennati       | 24. September 1980 | Italien                |
| Leonardo Bertagnolli  | 8. Januar 1978     | Italien                |
| Maciej Bodnar         | 7. März 1985       | Polen                  |
| Kjell Carlström       | 18. Oktober 1976   | Finnland               |
| Dario Cataldo         | 17. März 1985      | Italien                |
| Francesco Chicchi     | 27. November 1980  | Italien                |
| Claudio Corioni       | 26. Dezember 1982  | Italien                |
| Alberto Curtolo       | 14. August 1984    | Italien                |
| Mauro Da Dalto        | 8. April 1981      | Italien                |
| Murilo Fischer        | 16. Juni 1979      | Brasilien              |
| Enrico Franzoi        | 8. August 1982     | Italien                |
| Roman Kreuziger       | 6. Mai 1986        | Tschechien             |
| Aljaksandr Kuschynski | 27. Oktober 1979   | Belarus                |
| Vladimir Miholjević   | 18. Januar 1974    | Kroatien               |
| Matej Mugerli         | 17. Juni 1981      | Slowenien              |
| Vincenzo Nibali       | 14. November 1984  | Italien                |
| Andrea Noè            | 15. Januar 1969    | Italien                |
| Franco Pellizotti     | 15. Januar 1978    | Italien                |
| Filippo Pozzato       | 10. September 1981 | Italien                |
| Manuel Quinziato      | 30. Oktober 1979   | Italien                |
| Ivan Santaromita      | 30. April 1984     | Italien                |
| Gorazd Štangelj       | 27. Januar 1973    | Slowenien              |
| Guido Trenti          | 27. Dezember 1972  | Vereinigte Staaten     |
| Alessandro Vanotti    | 16. September 1980 | Italien                |
| Charles Wegelius      | 26. April 1978     | Vereinigtes Königreich |
| Frederik Willems      | 8. September 1979  | Belgien                |
| Stagiaires            | Stagiaires         | Nationalität           |
| Gianni Da Ros         | Gianni Da Ros      | Italien                |
| Jacopo Guarnieri      | Jacopo Guarnieri   | Italien                |